# Liste der Kulturdenkmale in Rippien
Die Liste der Kulturdenkmale in Bannewitz enthält die in der amtlichen Denkmalliste des Landesamtes für Denkmalpflege Sachsen ausgewiesenen Kulturdenkmale im Bannewitzer Ortsteil Rippien.
Die Anmerkungen sind zu beachten.
Diese Liste ist eine Teilliste der Liste der Kulturdenkmale im Landkreis Sächsische Schweiz-Osterzgebirge. 

Diese Liste ist eine Teilliste der Liste der Kulturdenkmale in Sachsen.

## Legende
- Bild: Bild des Kulturdenkmals, ggf. zusätzlich mit einem Link zu weiteren Fotos des Kulturdenkmals im Medienarchiv Wikimedia Commons. Wenn man auf das Kamerasymbol klickt, können Fotos zu Kulturdenkmalen aus dieser Liste hochgeladen werden:
- Bezeichnung: Denkmalgeschützte Objekte und ggf. Bauwerksname des Kulturdenkmals
- Lage: Straßenname und Hausnummer oder Flurstücknummer des Kulturdenkmals. Die Grundsortierung der Liste erfolgt nach dieser Adresse. Der Link (Karte) führt zu verschiedenen Kartendiensten mit der Position des Kulturdenkmals. Fehlt dieser Link, wurden die Koordinaten noch nicht eingetragen. Sind diese bekannt, können sie über ein Tool mit einer Kartenansicht einfach nachgetragen werden. In dieser Kartenansicht sind Kulturdenkmale ohne Koordinaten mit einem roten bzw. orangen Marker dargestellt und können durch Verschieben auf die richtige Position in der Karte mit Koordinaten versehen werden. Kulturdenkmale ohne Bild sind an einem blauen bzw. roten Marker erkennbar.
- Datierung: Baubeginn, Fertigstellung, Datum der Erstnennung oder grobe zeitliche Einordnung entsprechend des Eintrags in der sächsischen Denkmaldatenbank
- Beschreibung: Kurzcharakteristik des Kulturdenkmals entsprechend des Eintrags in der sächsischen Denkmaldatenbank, ggf. ergänzt durch die dort nur selten veröffentlichten Erfassungstexte oder zusätzliche Informationen
- ID: Vom Landesamt für Denkmalpflege Sachsen vergebene, das Kulturdenkmal eindeutig identifizierende Objekt-Nummer. Der Link führt zum PDF-Denkmaldokument des Landesamtes für Denkmalpflege Sachsen. Bei ehemaligen Kulturdenkmalen können die Objektnummern unbekannt sein und deshalb fehlen bzw. die Links von aus der Datenbank entfernten Objektnummern ins Leere führen. Ein ggf. vorhandenes Icon  führt zu den Angaben des Kulturdenkmals bei Wikidata.

## Rippien
| Bild                                    | Bezeichnung | Lage                            | Datierung                       | Beschreibung | ID       |
| --------------------------------------- | --- | ------------------------------- | ------------------------------- | --- | -------- |
|                                         | Denkmal für Traugott Ernst Sommerschuh                                                                                                | Dorfplatz (Karte)               | bez. 1904                       | erinnert an den Architekten und Stifter, ca. 2,50 m hoher Monolith mit Medaillon, ortsgeschichtlich von Bedeutung. Inschrift: Traugott Ernst Sommerschuh, Medaillon mit Bildnis Sommerschuhs, wahrscheinlich Galvanoplastik | 08963193 |
|                                         | Zwei Wohnstallhäuser und Scheune eines Dreiseithofes sowie Toreinfahrt und Einfriedung                                                | Dorfplatz 2 (Karte)             | bez. 1797                       | dominanter Dreiseithof, weitgehend im ursprünglichen Aussehen erhalten, ortsbild- und strukturprägend, baugeschichtliche und wirtschaftsgeschichtliche Bedeutung. Wohnhaus massiv, zweigeschossiger Putzbau, Gurtgesims trennt optisch die Geschosse, Giebel mit Drillingsfenster, alle Fenster mit Sandsteingewänden, älteres Seitengebäude womöglich zum Teil noch Fachwerk verputzt, bezeichnet 1797 (Tafel Seitengebäude), Krüppelwalmdach, Biberschwanzdeckung, 3. Seitengebäude (=Scheune) neueren Datums | 08963195 |
|                                         | Wohnstallhaus, Seitengebäude und Scheune eines Dreiseithofes, dazu zwei Torpfeiler der Hofzufahrt und Gedenktafel am Haus             | Dorfplatz 3 (Karte)             | bez. 1848                       | ein weitgehend in Struktur und Aussehen erhaltener Bauernhof, Gedenktafel erinnert an den Dorfbrand 1844, mit entscheidend für Dorfbild und Ortsstruktur, auch baugeschichtliche und wirtschaftsgeschichtliche Bedeutung. alle Seiten massiv, die Giebel mit Fensterdekorationen und jeweils angedeutetem Palladiomotiv, Wohnhaus-Giebel mit Zippus bekrönt, Traufgesimse verkröpft, Gedenktafel: Sandstein, Emblem mit Ackergeräten, Inschrift "Ausgebaut und Renovirt 1848 durch Johann Graf August Morschberg" und "1898 Theodor Mörer" | 08963194 |
| Weitere Bilder                          | Triangulationssäule | Höhenweg - (Karte)              | bez. 1865 (Triangulationssäule) | Station der Königlich-Sächsischen Triangulation, Netz 2. Ordnung, wissenschaftlich und technikgeschichtlich von Bedeutung. Der Punkt Gohlig wurde im Juni 1865 in den Gartenanlagen der Restauration zur goldenen Höhe von Gradmessungsassisstent Friedrich Robert Helmert eingemessen und aufgestellt. Die ca. 4 m hohe, künstlerisch gestaltete Säule ist aus Gohliger Sandstein gefertigt und trägt die Inschrift "Sächs.Station / GOHLIG / der / Mitteleurop. Gradmessung / 1865." Die Regionalgruppe „Goldene Höhe“ im Landesverein Sächsischer Heimatschutz e. V. veranlasste im Jahr 2005 die Restaurierung der Triangulationssäule. Am 3. Juni 2005 wurde mit einem kleinen Festakt die restaurierte Triangulationssäule und der wiederhergestellte Park mit Teich und Wegen der Öffentlichkeit übergeben. Am Weg zur Station findet man eine Tafel mit weiteren Informationen. Im Zeitraum 1862 bis 1890 erfolgte im Königreich Sachsen eine Landesvermessung, bei der zwei Dreiecksnetze gebildet wurden. Zum einen handelt es sich um das Netz für die Gradmessung im Königreich Sachsen (Netz I. Classe/Ordnung) mit 36 Punkten und die Königlich Sächsische Triangulierung (Netz II. Classe/Ordnung) mit 122 Punkten. Geleitet wurde diese Landesvermessung durch Christian August Nagel, wonach die Triangulationssäulen auch als "Nagelsche Säulen" bezeichnet werden. Dieses Vermessungssystem war eines der modernsten Lagenetze in Deutschland. Die hierfür gesetzten Vermessungssäulen blieben fast vollständig an ihren ursprünglichen Standorten erhalten. Sie sind ein eindrucksvolles Zeugnis der Geschichte der Landesvermessung in Deutschland sowie in Sachsen. Das System der Vermessungssäulen beider Ordnungen ist in seiner Gesamtheit ein Kulturdenkmal von überregionaler Bedeutung. (LfD/2013) Vermessungssäule aus Gohliger Sandstein, würfelförmiger Sockel, der Übergang ist mit vier Schildbögen gestaltet, daran anschließend profilierter Ring, zylinderförmiger Schaft mit profilierter Abdeckplatte, Inschrift: "Sächs.Station / GOHLIG / der / Mitteleurop. Gradmessung / 1865.", Höhe 4,0 m, hoher abgesetzter, blockförmiger Sockel mit Rundbogen | 08963281 |
|                                         | Wohnhaus | Hornschänkenweg 3 (Karte)       | 18. Jh.                         | Obergeschoss Fachwerk, Relikt ländlicher Holzbauweise, baugeschichtliche Bedeutung. Giebel verbrettert, ansonsten in der Konstruktion erhaltenes Sichtfachwerk, Giebelfenster evtl. minimal vergrößert | 08963190 |
| Direkt Bild zu diesem Denkmal hochladen | Gedenkbaum (1905) und Gedenkstein (1833) zur Erinnerung an Friedrich Schiller                                                         | Pirnaer Straße - (Karte)        | 1833                            | ortsgeschichtlich von Bedeutung. | 08963188 |
|                                         | Betsäulenkopf | Pirnaer Straße 17 (bei) (Karte) |                                 | | 09304822 |
|                                         | Wohnhaus | Pirnaer Straße 18 (Karte)       | um 1850                         | kleines Fachwerk-Wohnhaus, baugeschichtliche Bedeutung, straßenbildprägend. womöglich ehemaliges Seitengebäude, Erdgeschoss massiv, Obergeschoss Fenster in originaler Größe, jedoch mit Jalousienkästen, Krüppelwalmdach mit liegenden Fenstern | 08963187 |
|                                         | Wohnhaus, daran angebautes Seitengebäude und weiteres Seitengebäude eines ehemaligen Vierseithofes sowie Schlussstein in der Hofmauer | Pirnaer Straße 31 (Karte)       | bez. 1854                       | großer Bauernhof, Gebäude von straßenbildprägender Wirkung, baugeschichtliche Bedeutung. Wohnhaus massiv, zweigeschossig, Sandsteingewände, Freitreppe, bezeichnet 1854 (Tafel über Haustür), Reste von Fensterbekrönungen, an der Straßenseite Schlussstein mit Pferd bezeichnet 1737 (vom ehemaligen Torbogen), Stallscheune ebenfalls massiv | 08963198 |
|                                         | Wohnstallhaus, winkelförmig angebautes Seitengebäude und Scheune eines Bauernhofes                                                    | Pirnaer Straße 38 (Karte)       | bez. 1817, im Kern älter        | Wohnstallhaus und Seitengebäude: Obergeschoss und Giebel Fachwerk, in Aussehen und Struktur weitgehend erhalten, baugeschichtliche Bedeutung. Erdgeschoss massiv, Obergeschoss Fenster in originaler Größe, zum Teil sechsfeldrig gesprosst, bis auf Straßenseite, Stallgewölbe erhalten, Sandstein-Türgewände mit Schlussstein, bezeichnet 1817 (Türstock Schlussstein), Wohn- und Seitengebäude aber wenigstens 50 Jahre älter, massives Seitengebäude 3. Seite ist Scheune von 1924 | 08963189 |
|                                         | Wohnhaus mit Anbau | Pirnaer Straße 39 (Karte)       | um 1700                         | in Art eines kleinen Hakenhofes, Obergeschoss Fachwerk, älteste Generation noch erhaltener regionaler Holzbauweise, an ortsbildprägender Stelle, baugeschichtlich von Bedeutung. Erdgeschoss massiv mit Sandstein-Tür- und -Fenstergewänden, Obergeschoss Fenster in originaler Größe (zum Teil sehr klein), Giebel verbrettert, Fachwerk ein- und zweiriegelig, etwas jüngerer Bau über Eck mit Krüppelwalmdach | 08963192 |
|                                         | Pforte und darüber eingemauerter Schlussstein in der Hofmauer eines Bauernhofes                                                       | Pirnaer Straße 54 (Karte)       | bez. 1765                       | Pforte Sandstein-Türgewände mit Kämpfer und Schlussstein, darin abgebildet Pflugschar und Sech, darüber weiterer Schlussstein bezeichnet 1765, heimatgeschichtlich von Bedeutung. | 08963191 |
|                                         | Wohnstallhaus, Seitengebäude und Scheune eines Dreiseithofes, sowie Toreinfahrt und eingemauertes Kreuzigungsrelief                   | Sommerschuhstraße 1 (Karte)     | um 1850                         | verputzte Massivbauten, Drillingsfenster im Giebel des Wohnstallhauses, zwei Sandstein-Torpfeiler der Hofzufahrt, verwittertes Kreuzigungsrelief 16. Jahrhundert, Hof weitgehend im ursprünglichen Aussehen erhalten, prägt entscheidend Dorfbild und Dorfstruktur mit, baugeschichtlich und wirtschaftsgeschichtlich von Bedeutung. Wohnstallhaus mit Resten von Dekoration (Gurtgesims, Drillingsfenster, Supraporte), Seitengebäude mit Sandsteingewänden, Zwillingsfenster, verkröpftes Traufgesims, Scheune doppelstöckig, alle Gebäude massiv, Straßenseite Palladiomotiv | 08963196 |
|                                         | Wohnhaus, Seitengebäude und Scheune sowie Toreinfahrt eines Dreiseithofes                                                             | Sommerschuhstraße 6 (Karte)     | 2. Hälfte 19. Jh.               | Wohnhausfassaden mit einiger Dekoration, zwei Sandstein-Torpfeiler der Hofzufahrt, weitgehend im ursprünglichen Aussehen erhalten, Hof prägt entscheidend Dorfbild und Dorfstruktur mit, baugeschichtlich und wirtschaftsgeschichtlich von Bedeutung. Wohnhaus massiv, zweigeschossig, Drempel, Fensterbekrönungen, Sandsteingewände, Gurtgesims, Obelisken als Giebelbekrönungen, Fenstersprossung, verzierte Drempelöffnungen, alter Blitzableiter. | 08963197 |